# Diether von Gemmingen (1398–1478)
Diether von Gemmingen (* 1398; † 1478), auch Diether VI., war badischer Landhofmeister mit Besitz u. a. in Heimsheim, Steinegg, Tiefenbronn, Friolzheim, Lehningen und Mühlhausen. Er hat durch zahlreiche Gütergeschäfte seinen Besitz abgerundet und war in mehrere Fehden verwickelt.

## Leben
Er war ein Sohn von Diether V. von Gemmingen und der Anna von Selbach. 1425 schloss er einen Teilungsvertrag mit seinen Onkeln Hans und Konrad, wobei ihm im Wesentlichen der von seinem Vater erworbene Besitz in Heimsheim, Steinegg, Tiefenbronn, Friolzheim, Lehningen und Mühlhausen zufiel, während seine Besitzanteile an anderen Gemmingenschen Gütern seinen Verwandten zukamen.
Die Gegend um Tiefenbronn lag im Interessenbereich der aufstrebenden Flächenstaaten Württemberg und Baden. Württemberg hatte mit der Niederwerfung des Schleglerbundes in Heimsheim 1395 bereits militärische Stärke gezeigt und die fortwährende Expansion beider Staaten in der Gegend um Pforzheim ließ befürchten, dass die kleine Gemmingensche Herrschaft zwischen Baden und Württemberg zerrieben werden könnte. Diether begab sich deswegen vorsorglich unter den Schutz der badischen Markgrafen, indem er 1436 seinen Anteil an Tiefenbronn und Mühlhausen sowie an Schellbronn und Münklingen an Markgraf Jakob I. von Baden verkaufte, der ihm den Besitz darauf wieder als Lehen gab. Gleiches vollzog sich 1439 und 1440 nochmals mit weiteren Teilen seines Besitzes.
Als badischer Vasall war Diether dennoch nicht sicher vor Württemberg. 1439 begann er eine Fehde mit Graf Eitelfritz von Zollern, dem die württembergischen Grafen Ludwig I. und Ulrich V. zur Seite eilten, die Heimsheim belagerten und eroberten. Über Diether wurden der Bann und die Acht ausgesprochen. Schließlich schlichtete sein Onkel Konrad 1439 die Angelegenheit und wurde dafür selbst in das Heimsheimer Lehen eingesetzt, das er 1440 an Diether zurückgab, der es bald darauf verkaufte, später aber wieder Besitz dort erwarb. Württemberg behielt sich die ewige Öffnung Heimsheims vor.
In den nachfolgenden Jahren tätigte Diether zahlreiche weitere Gütergeschäfte. Erneut verkaufte er Besitz an die badischen Markgrafen und ließ sich anschließend wieder in die Lehen einsetzen. 1440 erhielt er Weißenstein als badisches Lehen, 1448 Schloss Steinegg, 1454 Schloss Weißenstein und Dillstein, 1457 Büchenbronn und Huchenfeld. Mit den Gütergeschäften trachtete er vor allem nach der Abrundung seines Besitzes. Der Besitz in Friolzheim ging 1461 mit Ausnahme des dortigen Wildbanns an das Kloster Hirsau. Im selben Jahr empfing er von Markgraf Karl I. Steinegg, Tiefenbronn, Hamberg, Schellbronn, Hohenwart, Neuhausen, Mühlhausen und Lehningen sowie den Wald Hagenschieß zu Lehen.
1462 nahm er auf badischer Seite an der Schlacht bei Seckenheim teil, wo er in Gefangenschaft geriet. Sein auf pfälzischer Seite in derselben Schlacht kämpfender entfernter Verwandter Hans „der Kecke“ aus der Linie Gemmingen-Michelfeld war erfolgreicher und nahm den württembergischen Herzog Ulrich gefangen. Diether kam erst nach neun Monaten aus der Gefangenschaft frei. Seine Freiheit musste er mit dem Schwur auf Urfehde und hohen Lösegeldern bezahlen. Um das Lösegeld aufzubringen, war er gezwungen, Teile seines Besitzes zu verkaufen, darunter Weißenstein und 1464 das Dorf Schafhausen an Graf Ulrich von Württemberg. Dennoch tätigte er auch weiterhin Erwerbungen. 1463 erwarb er ein Steinhaus in Heimsheim, 1468 besaß er auch ein Haus in Pforzheim.
Als es 1469 zwischen Markgraf Karl und den württemberger Grafen Ulrich und Eberhard zum Streit über die Besteuerung badischer Untertanen in Württemberg kam, ließ Diether als badischer Landhofmeister einige württembergische Untertanen arrestieren. Graf Eberhard besetzte darauf Diethers Besitz in Heimsheim. Der Konflikt eskalierte, als die Stadt Eßlingen sich in die Fehde einschaltete und einige Dörfer niedergebrannt wurden. In einem anschließenden Vergleich wurden die besetzten Güter restituiert.
In der Familienchronik Reinhards des Gelehrten aus dem 17. Jahrhundert wird Diethers Todesjahr mit Hinweis auf eine Grabinschrift in Tiefenbronn auf 1475 beziffert. In der Familienchronik des Pfarrers Stocker von 1895 heißt es hingegen, dass Diether noch 1478 anlässlich eines Vergleichs genannt wird.

## Familie
Diether war mit Agnes von Sickingen († 1478) verheiratet. Das Paar hatte 14 Kinder, die einst in der Ausmalung der Kirche St. Maria Magdalena in Tiefenbronn abgebildet waren. Nur einige der Kinder haben das Erwachsenenalter erreicht.
Nachkommen:
- Agnes, Nonne in Pforzheim
- Margaretha, Nonne in Frauenalb
- Anna († 1511), bis 1468 in geistlichem Stand, heiratete dann Voltzen von Weitingen
- Christoph († 1480 oder 1510), Kanoniker in Mainz, später Pastor in Heimsheim
- Otto († 1517) ⚭ Ursula Späthin († 1490)
- Bernhard (1448–1518) ⚭ Anna Truchsess von Bichishausen († 1510)